# Мотовилихинский район
Мотови́лихинский район или Мотови́лиха — один из семи районов Перми.
Внутригородской район образован указом Президиума Верховного Совета СССР от 3 октября 1938 года путём включения в территорию города Перми города Молотова (Мотовилихи) и образованием из него Молотовского района. В 1958 году был переименован в Мотовилихинский район города Перми.
Мотовилиха исторически является промышленным районом, который развивался как заводской посёлок рядом с чиновничьей Пермью. Среди прочих районов Перми Мотовилиха отличается самой большой площадью микрорайонов с частной застройкой, которая продолжает увеличиваться — район лидирует по строительству индивидуального жилья.
Наиболее крупные предприятия, находящиеся на территории района: «Мотовилихинские заводы», «Машиностроитель», издательско-полиграфический комплекс «Звезда», кондитерская фабрика «Пермская» и ряд других. В Мотовилихе расположены цирк, планетарий, УДС «Молот», музей-диорама на Вышке, три из четырёх пермских телебашен.

## География

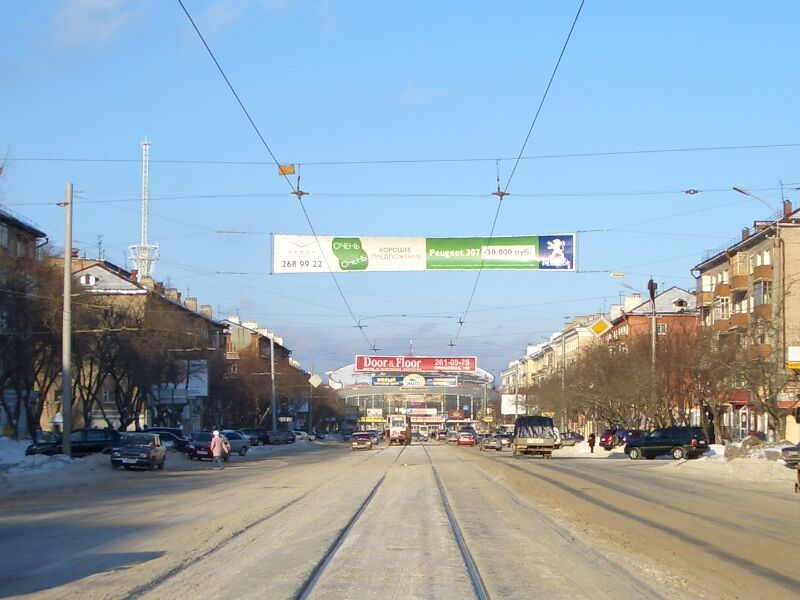
Улица Крупской, 2007 год

Площадь района — 169,58 км². Граничит с Орджоникидзевским, Ленинским и Свердловским районами города Перми, а также с территорией Пермского района.
Район расположен на обоих берегах Камы и состоит из левобережной и правобережной части, моста между которыми в границах района нет. Для территории района характерна значительная разрозненность микрорайонов наряду с большой общей площадью территории, а также сложный рельеф местности, район «изрезан» логами, реками.
Обширные площади лесных массивов расположены как в левобережной части района (за трассой Восточного обхода Перми), так и в его правобережной части. В левобережной части имеются значительные площади земель, находившихся ранее в сельскохозяйственном использовании, которые в настоящее время активно выделяются под индивидуальное строительство.

### Гидрография
По территории района протекают следующие малые реки и ручьи: Ива с притоком Талажанка; Большая Мотовилиха с притоками Малая Мотовилиха и Огаршиха; Малая Язовая. По границе с Орджоникидзевским районом протекает Большая Язовая; по границе со Свердловским и Ленинским районами протекает Егошиха. На реке Большая Мотовилиха расположен Мотовилихинский пруд, на водоотводном канале которого расположен Райский сад.

### Микрорайоны
На территории Мотовилихинского района выделяют 15 микрорайонов:
- Архиерейка,
- Верхняя Курья,
- Висим,
- Вышка-1,
- Вышка-2,
- Гарцы,
- Городские Горки,
- Запруд,
- Ива,
- Костарёво,
- Запруд-2,
- Рабочий посёлок,
- Садовый,
- Центральная усадьба,
- Язовая.

## История Мотовилихи

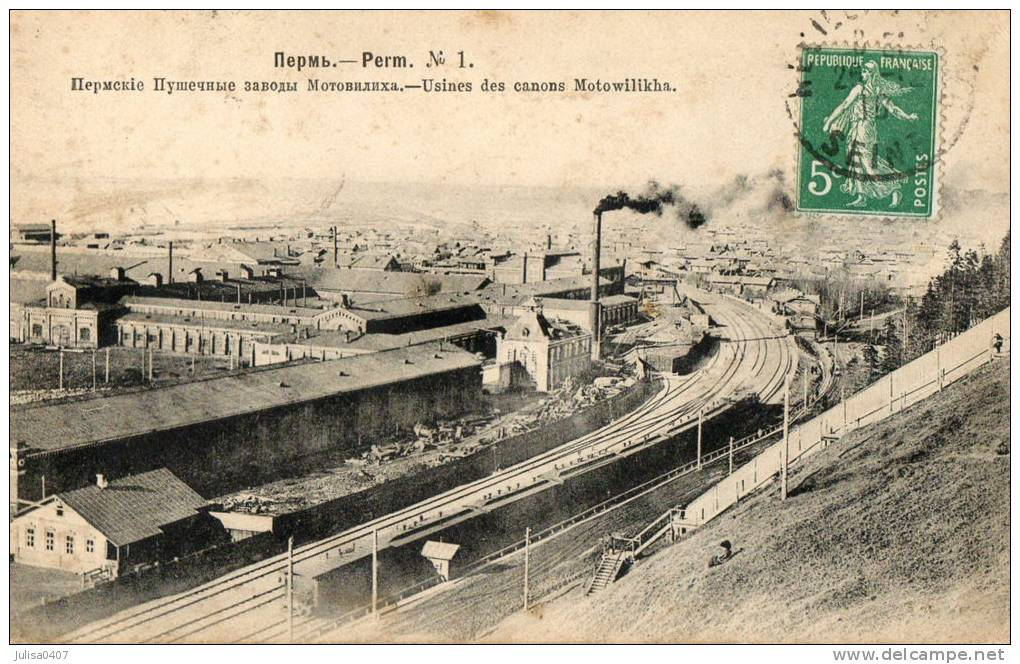
Мотовилихинский пушечный завод. Почтовая открытка начала XX века

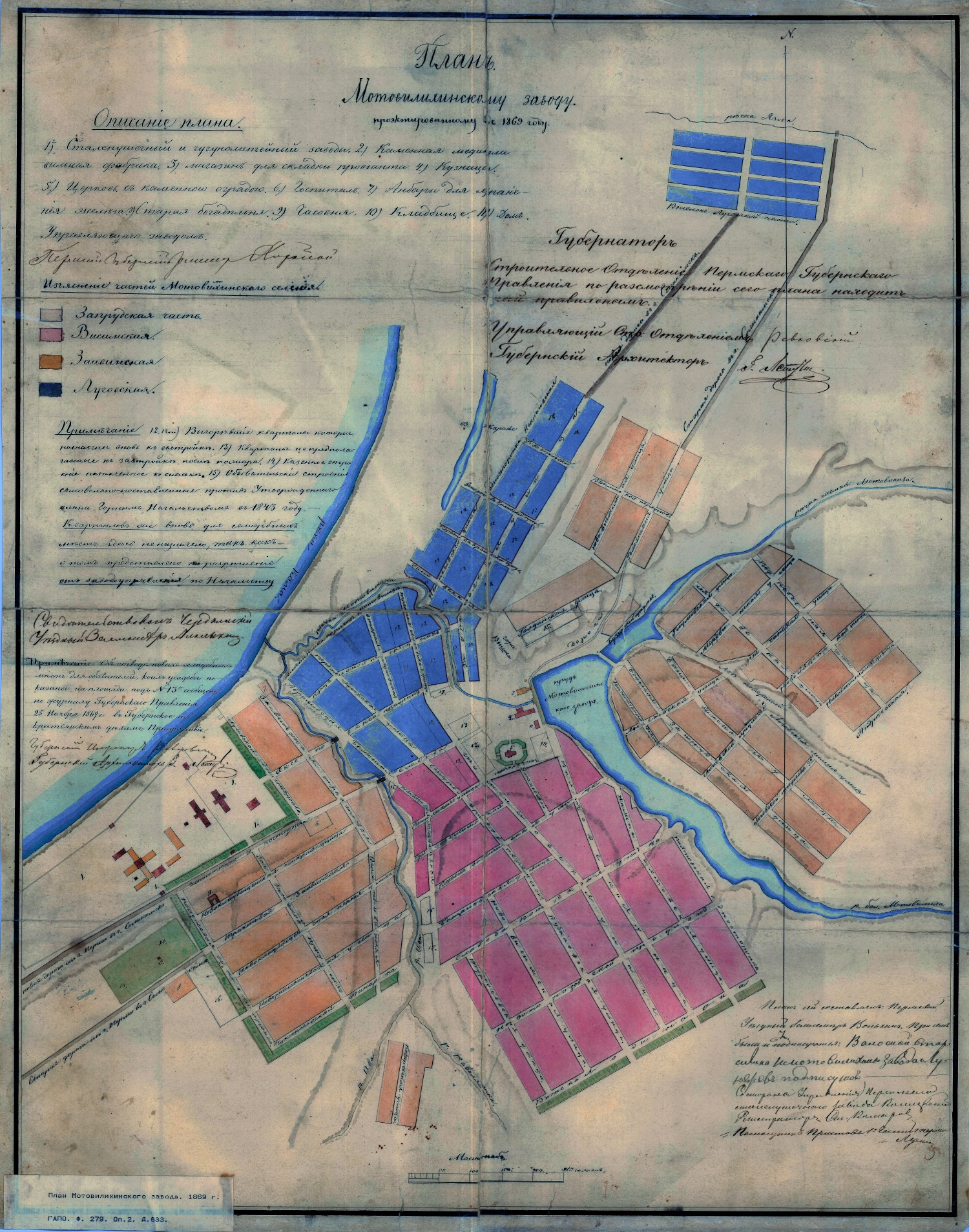
Мотовилихинский завод. План проекта в 1869 г.

В 1736 году по предложению В. Н. Татищева в месте слияния речек Большая Мотовилиха и Малая Мотовилиха был заложен новый медеплавильный завод. Вокруг завода стали расти старые деревни (Мотовилиха, Висим) и возникать новые (Верхняя Ива, Архиерейка, Сухановка).
К началу XIX века местность, на которой располагался сам завод и окружающие его селения, стали называть Мотовилихой. Во второй половине XIX века территория Мотовилихи в полицейском отношении была подчинена городу Перми и стала составлять его особую часть. Это было обусловлено стратегическим значением завода. В это же время заселялась территория между Мотовилихой и Пермью (возникли деревни Костарева, Городские Горки и Крестьянские Горки). В конце XIX века Мотовилиха считалась заводским посёлком.
В 1905 году Мотовилиха была одним из крупных центров революционных событий на Урале.
В ночь с 12 на 13 июня 1918 года в 6 верстах от Мотовилихи был убит брат последнего российского императора Николая Второго — великий князь Михаил Александрович Романов.
Летом 1918 года была предпринята первая попытка влить Мотовилиху в состав города Перми, однако она не была успешной.
В декабре 1923 года в составе Пермского округа Уральской области РСФСР был образован Мотовилихинский район.
5 апреля 1926 года Мотовилиха получила статус города в составе района.
14 октября 1927 года Мотовилиха и Пермь были объединены в один город Пермь, а сельские территории Мотовилихинского района включены в Калининский район Уральской области.
21 июня 1931 года издано постановление Президиума ЦИК СССР «О переименовании г. Мотовилихи в г. Молотово». 5 ноября 1931 года территорию бывшей Мотовилихи выделяют из черты города Перми в самостоятельное городское поселение — город Молотово. Город Молотово самостоятельно просуществовал до 3 октября 1938 года, когда при образовании Пермской области он был окончательно включён в состав Перми в качестве Молотовского района.
В 1940 году Пермь была переименована в Молотов, а район стал официально именоваться Молотовским районом города Молотов. После возвращения 2 октября 1957 года городу Перми исторического названия район был переименован в Мотовилихинский район.

## Население
| 1959     | 1970     | 1979     | 2002     | 2006     | 2007     | 2009     | 2010     | 2012     |
| -------- | -------- | -------- | -------- | -------- | -------- | -------- | -------- | -------- |
| 97 547   | ↗156 534 | ↗165 793 | ↗176 564 | ↘176 100 | ↗177 300 | ↗179 117 | ↗179 961 | ↗181 975 |
| 2013     | 2014     | 2015     | 2016     | 2017     | 2018     | 2019     | 2020     | 2021     |
| ↗184 645 | ↗187 829 | ↗190 065 | ↗191 359 | ↗192 283 | ↗193 198 | ↗193 915 | ↗194 456 | ↘185 793 |
| 2023     |          |          |          |          |          |          |          |          |
| ↘184 724 |          |          |          |          |          |          |          |          |

Мотовилихинский район — второй в Перми по численности населения. Население района составляет 17.98 % населения Перми.

## В культуре
Посёлок Мотовилиха (Молотово) времён войны — хронотоп романа Веры Пановой «Кружилиха» (1947, Сталинская премия, 1948).

## Известные уроженцы
- Крашенинников, Авенир Донатович (1933—1991) — советский писатель, прозаик и поэт.